# نکاتور آمریکانوس
نکاتور آمریکانوس (به انگلیسی: Necator americanus) گونه‌ای کرم قلابدار است که از اعضای کرم‌های لوله‌ای است.

## مورفولوژی

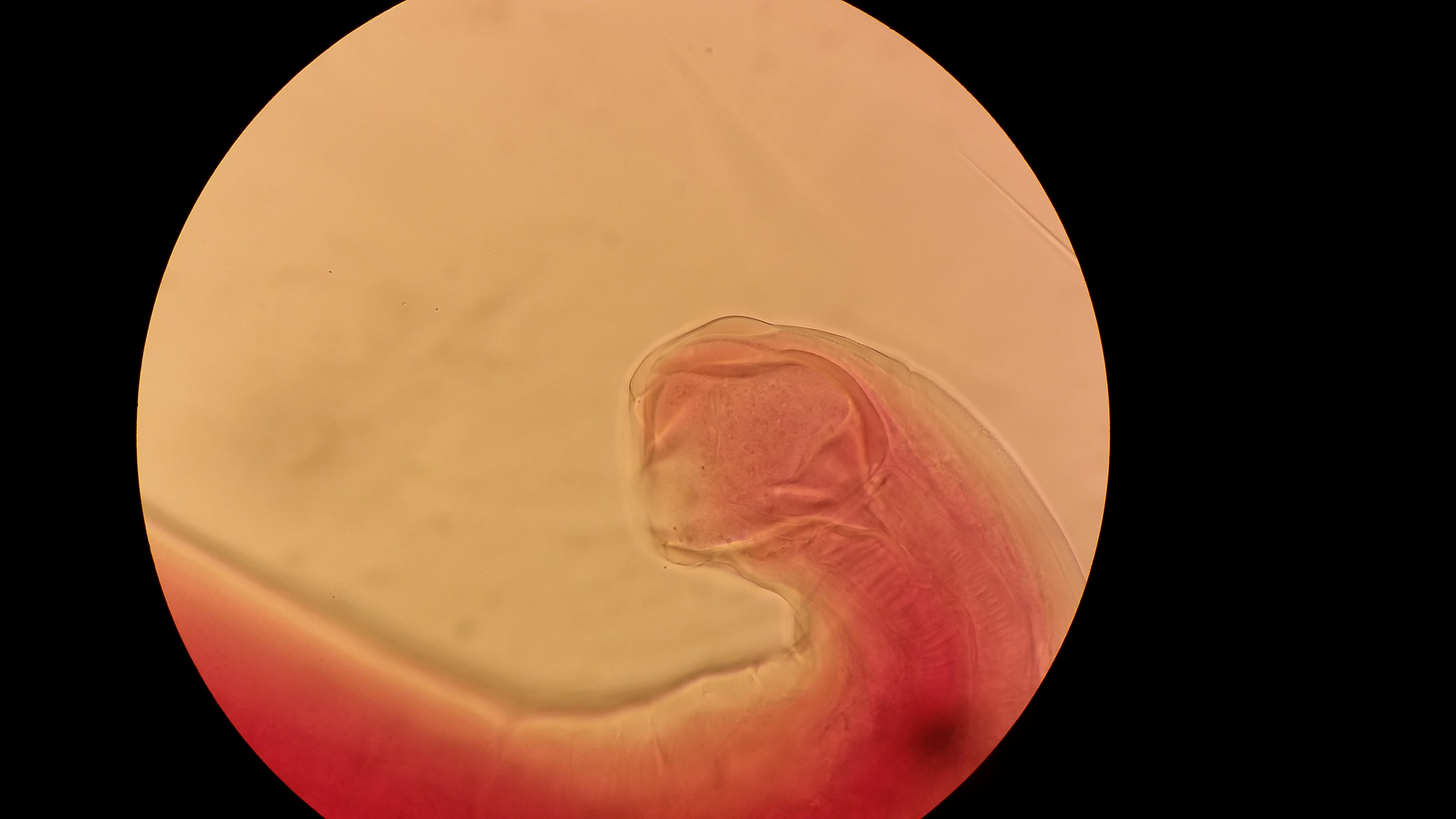
head of necator amricanus

حفره دهانی در هر دو جنس نر و ماده دارای دو صفحه برنده (cutting plate) می‌باشد.
کرم نر به طول ۹–۶ میلی‌متر و کرم ماده به طول ۱۱–۹ میلی‌متر
کرم ماده در قسمت خلفی به صورت مخروط نوک تیزی درآمده و سوراخ تناسلی در خط وسط و شکمی در ۱/۳ فوقانی بدن کرم قرار دارد. دم کرم ماده فاقد خار انتهایی موجود در نوع آنکیلوستوما است.

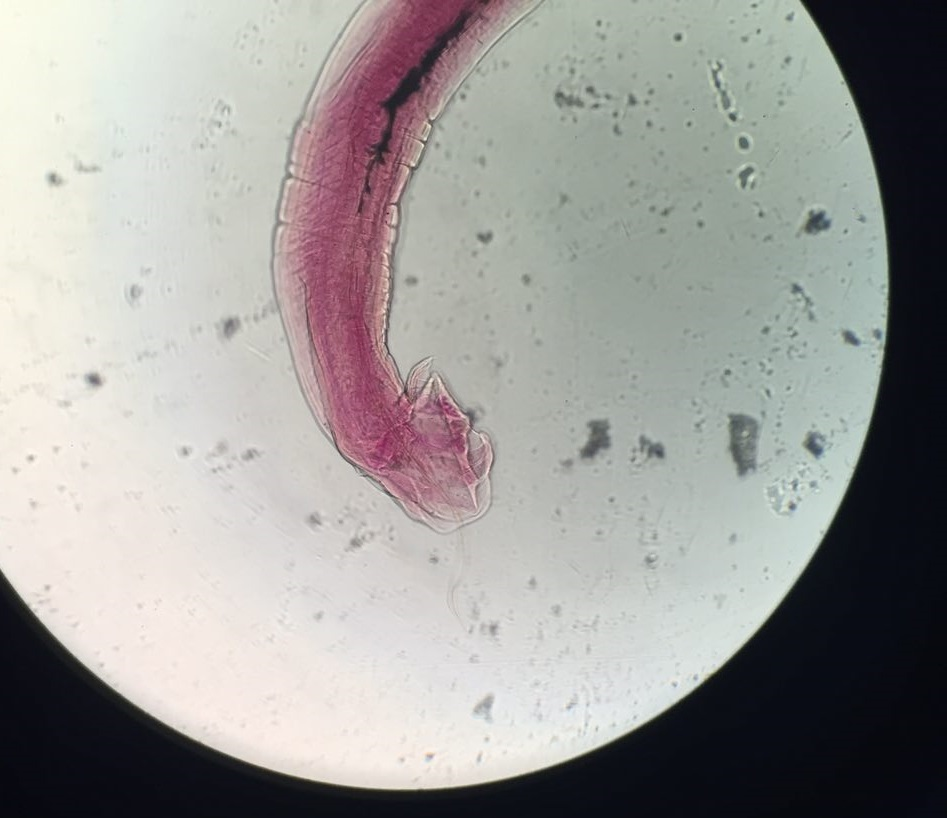
دم نکاتور نر

انتهای کرم نر حاوی کیسه جفت‌گیری با یک اسپیکول است .
انتهای خلفی جنس نر دارای کیسهٔ دمی پهن، شفاف و مجهز به انشعابهای دنده مانندی است که در هنگام جفتگیری برای چسبیدن به کرم ماده مورد استفاده قرار می‌گیرند.

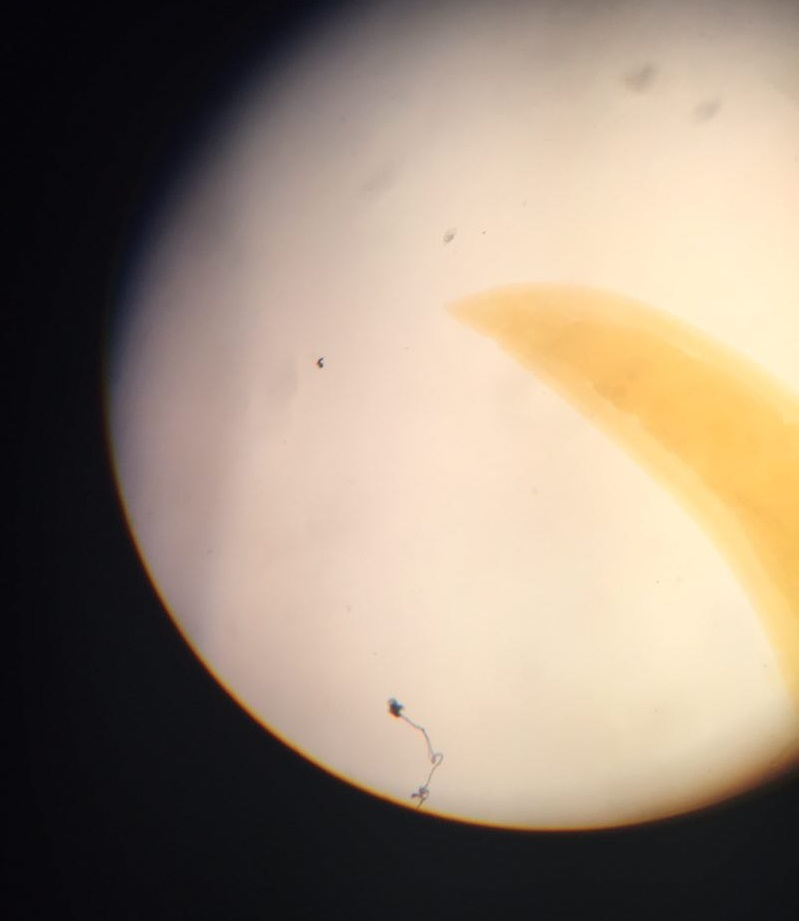
دم نکاتور ماده

## انتشار جغرافیایی
آلودگی به این انگل بیشتر در کشورهای نیم کره غربی یعنی جنوب ایالات متحده آمریکا، مکزیک، جزائر هند غربی و آمریکای مرکزی دیده می‌شود.

## شکل تخم
تخم کرم بیضی شکل با دو انتهای نسبتاً مسطح و یک غشای هیالینی ظریف و شفاف ۶۴ تا ۷۶ میکرون دارای ۲ تا ۸ سلول (بلاستومر) که بین آن‌ها و پوسته تخم فضای واضح و مشخصی وجود دارد.

## سیر تکامل
۱. دفع تخم به همراه مدفوع و قرار گرفتن در خاک شنی و مرطوب در محلی سایه دار
۲. خروج لارو در مدت ۴۸–۲۴ ساعت از تخم (لارو رابدیتوئید)
۳. تغذیه لارو از باکتری‌ها و مواد آلی موجود در خاک
۴. تبدیل شدن به لارو فیلاریفرم در مدت ۸–۵ روز (طول عمر ۲ هفته)
۵. تماس لارو فیلاریفرم با پوست و از دست دادن غلاف
۶. سوراخ کردن پوست
۷. ورود به زیر پوست از راه اپیدرم یا فولیکسول‌های مو (محل نفوذ بیشتر پوست‌های نرم بین انگشتان پا است)
۸. ورود لارو به عروق خونی جلدی یا مجاری کوچ لنفاوی
۹. رسیدن به ریه‌ها از راه قلب راست (پس از ۲۴ ساعت) ورود به حبابچه‌های هوائی از راه مویرگ‌ها
۱۰. رسیدن به روده باریک و جایگزین شدن در آنجا